# Moustapha Niang
Moustapha Niang, conosciuto anche come Mouhamadou Niang o Tapha Niang (Rufisque, 10 novembre 1983 – 12 marzo 2017), è stato un cestista senegalese.

## Carriera
Con il Senegal ha disputato i Campionati mondiali del 2006.